# Kakuichi Mimura
Kakuichi Mimura (japonès: 三村恪一)  (Tòquio, 16 d'agost de 1931 - 19 de febrer de 2022) va ser un futbolista japonès que va disputar quatre partits amb la selecció japonesa.